# Нортвејл (Њу Џерзи)
Нортвејл (енгл. Northvale) град је у америчкој савезној држави Њу Џерзи.

## Демографија
По попису из 2010. године број становника је 4.640, што је 180 (4,0%) становника више него 2000. године.
| Група             | 2000.         | 2010.         |
| Белци             | 3.553 (79,7%) | 3.039 (65,5%) |
| Афроамериканци    | 34 (0,8%)     | 49 (1,1%)     |
| Азијати           | 627 (14,1%)   | 1.114 (24,0%) |
| Хиспаноамериканци | 211 (4,7%)    | 378 (8,1%)    |
| Укупно            | 4.460         | 4.640         |